# Bathytoshia lata
Bathytoshia lata es una especie de pez de la familia Dasyatidae en el orden de los Rajiformes.

## Morfología
Los machos pueden llegar alcanzar los 100 cm de longitud total.

## Reproducción
Es ovíparo.

## Hábitat
Es un pez de mar y de clima subtropical y demersal que vive entre 40-357 m de profundidad.

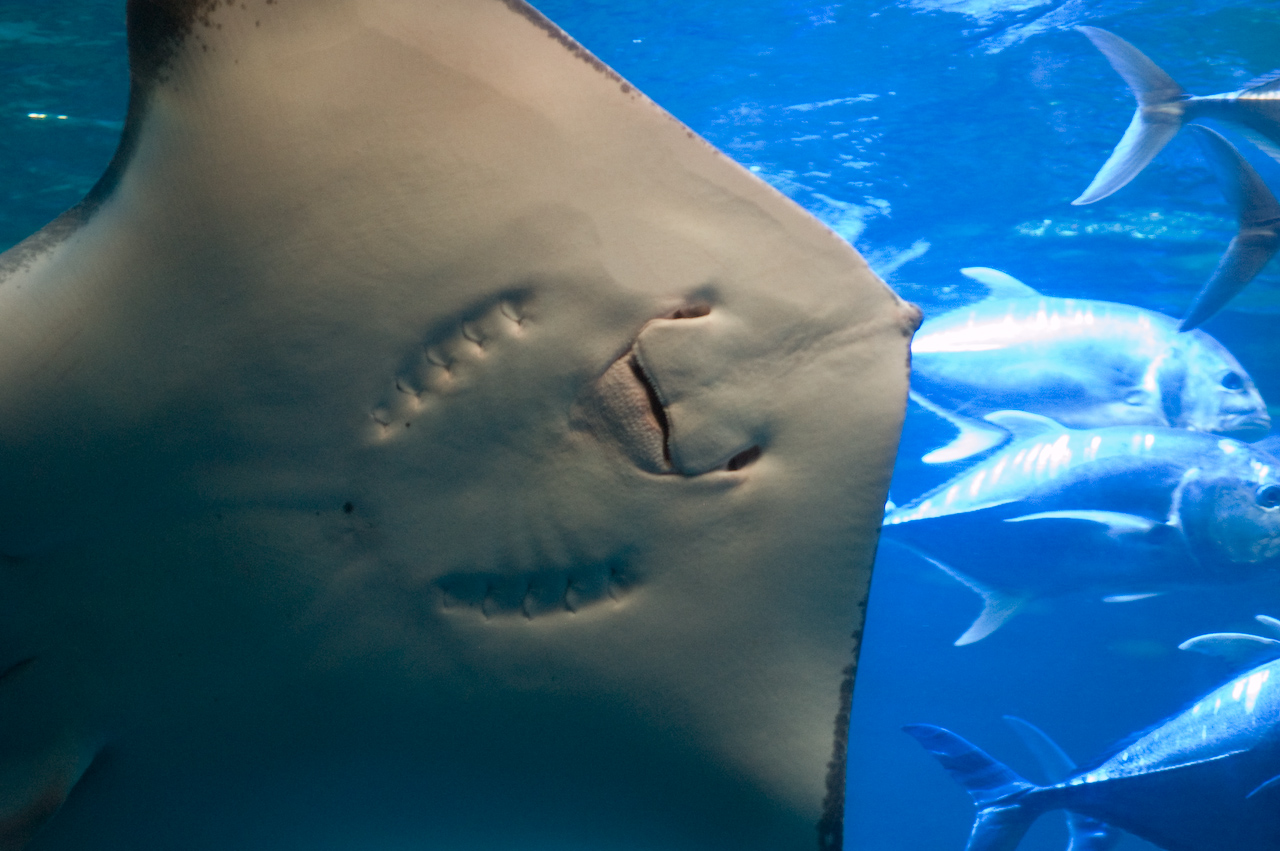

## Distribución geográfica
Se encuentra en el océano Pacífico: Hawái y Taiwán.

## Observaciones
Es inofensivo para los humanos.